# Marathonbuurt
De Marathonbuurt is een buurt in de (wijk) Stadionbuurt in Amsterdam in het stadsdeel Zuid. De buurt is vrijwel geheel in de jaren 1920- bebouwd in de stijl van de Amsterdamse School, in het kader van het Plan-Zuid van Berlage. De architect Jan Gratama was supervisor voor de bebouwing en heeft ook enkele gebouwen zelf ontworpen.
De buurt wordt begrensd door de Amstelveenseweg, het Noorder Amstelkanaal (Olympiakade), het Olympiaplein en de Stadionweg. De straat wordt doorkruist door de Marathonweg, waarnaar de buurt is genoemd en de Olympiaweg. Deze beide straten lopen in tegenstelling tot alle andere straten in Amsterdam-Zuid diagonaal (met een hoek van 45 graden) op het normale oost-west / noord-zuid -stratenpatroon.
Alle straatnamen hebben een verband met de Griekse oudheid en met sport, omdat deze buurt werd gepland en aangelegd in de tijd dat Amsterdam in deze hoek van de stad de Olympische Spelen van 1928 voorbereidde:
- Olympiakade (langs het Noorder Amstelkanaal),
- Olympiaplein,
- Stadionweg,
- Olympiaweg (tussen Stadionplein en Olympiaplein/Apollolaan),
- Marathonweg (tussen Bernard Kochstraat en Olympiaplein/Stadionweg),
- Hygiëaplein (aan de Marathonweg),
- Herculesstraat,
- Speerstraat,
- Sportstraat,
- Turnerstraat

etc.

## Monumenten
In de buurt staat één rijksmonument:
- een schoolgebouw (tegenwoordig zit hier de Europaschool) uit 1921 van N. Lansdorp op het Hygieaplein (40).

Het Stadsdeel Zuid heeft verscheidene gebouwen en complexen op de gemeentelijke monumentenlijst gezet:
- een uitgestrekt U-vormig bouwblok uit 1923-1925, tussen Amstelveenseweg en Sportstraat,
- het woningbouwcomplex Olympia uit 1925 van J. Gratama aan de Olympiakade,
- een schoolgebouw uit 1923 aan de Speerstraat,
- twee schoolgebouwen uit 1928 aan het Hygiëaplein (8 en 10),
- de Willem de Zwijgerkerk uit 1931 aan de Olympiaweg bij het Olympiaplein.

In een van de schoolgebouwen aan het Hygiëiaplein was tot september 2019 het huis van de wijk Olympus gevestigd, waarna het gevestigd is aan de Olympiaweg 29.

## Buurtbudget
In 2020 hebben bewoners en ondernemers zich verenigd in een buurtbudget. Initiatiefnemers zijn Gemeente Amsterdam, GroenLinks en Sebastiaan Hooft. Het budget van € 100.000,- voor de Marathonbuurt en de Bertelmanpleinbuurt wordt besteed door de bewoners en ondernemers van de twee buurten in de volgende drie categorieën:
- Groen
- Ontmoeting en cultuur
- Buurt opknappen